# Papa João XX
Ao consultar uma lista sucessória dos papas, constata-se que nunca houve nenhum João XX, nem como papa nem como antipapa. A ter existido, tal papa teria tido que governar, logicamente, entre os pontificados de João XIX (1024-1032) e João XXI (1276-1277); muito provavelmente este último deveria ser considerado João XX, e os seus sucessores com nome João teriam sido igualmente renumerados.
A ausência do Papa João XX da lista dos Papas explica-se por um erro de contagem dos papas João que o precederam. Assim, alguns historiadores papais dos séculos XI e XII julgaram ter existido um papa chamado João entre o antipapa Bonifácio VII (984-985) e o Papa João XV (985-996); assim sendo, as séries numéricas dos Papas João XV a João XIX foram incorrectamente numeradas de XVI a XX.
Foi com base nesse pressuposto que o português Pedro Hispano, ao ser eleito para o trono de São Pedro, adoptou o nome de João XXI; logicamente, os dois remanescentes Papas chamados João (João XXII e João XXIII), foram assim também numerados devido a essa confusão de terem existido vinte Papas "João" antes do papa português. 
O Papa João XX foi desta forma extirpado da lista dos Papas, mas como a numeração dos subsequentes já se encontrava firmemente estabelecida desde há séculos (tendo todos eles assumido o numeral respectivo quando da subida ao sólio pontifício), é pouco provável que qualquer rectificação possa vir a ser feita.
Alguns, por seu turno, usaram esta descontinuidade na numeração para supor a existência da hipotética Papisa Joana.